# Iglesia de Santa María del Conde
La iglesia de Santa María del Conde es una iglesia de situada en la localidad guadalajareña de Molina de Aragón (España). Se encuentra situada junto al Ayuntamiento de Molina de Aragón. Se trata de la primera iglesia de la localidad fundada por el primer Señor de Molina, Manrique Pérez de Lara. En su momento era la iglesia más importante y en su parroquia residía la alta nobleza del señorío. Alberga una sala de exposiciones y un salón de actos.
El templo original fue construido en el siglo XII, de estilo románico, pero fue reconstruido totalmente en el siglo XVI y posteriores, y restaurada en 1982 y 1985. Se trata de un edificio con planta de cruz latina. Destaca su portada entre contrafuertes orientada al oeste, decorada con pilastras y frisos. La torre es del siglo XVI.